# Port Heiden
Pour l’article homonyme, voir Port Heiden (baie).
Port Heiden est une localité d'Alaska aux États-Unis dans le Borough de Lake and Peninsula. En 2010, il y avait 102 habitants.

## Géographie
Elle est située à 682 km au sud-ouest d'Anchorage à l'embouchure de la rivière Meshik, sur les rivages de la baie de Port Heiden près de l'Aniakchak National Monument and Preserve, sur la côte septentrionale de la péninsule d'Alaska.
Les températures moyennes vont de −4 °C en janvier, à 10 °C en juillet.

## Histoire
L'ancien village de Meshik était situé sur le site actuel de Port Heiden. Mais l'épidémie de grippe de 1900 a obligé les habitants à déménager vers d'autres villages. Pendant la Seconde Guerre mondiale, la base de Fort Morrow a été construite à proximité, et 5 000 personnes y habitaient. Ce fort a été fermé à la fin de la guerre. Une école a ouvert en 1950, entraînant une recrudescence de la population. La communauté s'est déplacée à l'intérieur des terres à cause des dégâts de la mer qui avaient détruit un grand nombre de bâtiments.
Les habitants vivent de la pêche et de quelques emplois administratifs.

## Démographie
| 1880 | 1890 | 1920 | 1930 | 1960 | 1970 |
| ---- | ---- | ---- | ---- | ---- | ---- |
| 40   | 74   | 30   | 51   | 74   | 66   |

| 1980 | 1990 | 2000 | 2010 | - | - |
| ---- | ---- | ---- | ---- | - | - |
| 92   | 119  | 119  | 102  | - | - |

## Référence
- (en) Cet article est partiellement ou en totalité issu de l’article de Wikipédia en anglais intitulé « Port Heiden, Alaska » (voir la liste des auteurs).

1. ↑  « Statistiques des États-Unis - Alaska - Profils des communautés de 2010 » (consulté en novembre 2020)

### Source
- (en) CIS